# 2014-es magyar asztalitenisz-bajnokság
A 2014-es magyar asztalitenisz-bajnokság a kilencvenhetedik magyar bajnokság volt. A bajnokságot március 1. és 2. között rendezték meg Celldömölkön. Ebben az évben vegyes párosban nem volt bajnokság.

## Eredmények
| Versenyszám  | Arany                                                    | Arany | Ezüst                                             | Ezüst | Bronz | Bronz |
| ------------ | -------------------------------------------------------- | ----- | ------------------------------------------------- | ----- | --- | ----- |
| Férfi egyéni | Jakab János TTC Stockerau                                |       | Pattantyús Ádám TT St. Louis                      |       | Lakatos Tamás KSI SEFazekas Péter Celldömölki VSE                                                                       |       |
| Női egyéni   | Madarász Dóra Budaörsi SC                                |       | Braun Éva Postás SE                               |       | Ambrus Krisztina SV DJK Kolbermoor Pergel Szandra Budaörsi SC                                                           |       |
| Férfi páros  | Gerold Gábor, Lindner Ádám SPG Ligist/Graz , Komló Sport |       | Pagonyi Róbert, Vitsek Iván Békési TE, Szegedi AC |       | Hoffmann Tamás, Molnár Krisztián Pénzügyőr SE, TTC Stockerau Móricz Máté, Varga Sándor SV DJK Kolbermoor , Pénzügyőr SE |       |
| Női páros    | Pergel Szandra, Madarász Dóra Budaörsi SC                |       | Varga Tímea, Nagyváradi Mercédesz Postás SE       |       | Braun Éva, Kertai Rita Postás SEAmbrus Krisztina, Ambrus Tímea SV DJK Kolbermoor , Soltvadkerti TE                      |       |